# 6293 Oberpfalz
6293 Oberpfalz (1987 WV1) là một tiểu hành tinh vành đai chính được phát hiện ngày 16 tháng 11 năm 1987 bởi F. Borngen ở Tautenburg.